# ادریس‌کوی (دازقری)
ادریس‌کوی (به ترکی استانبولی: İdrisköy) یک منطقهٔ مسکونی در ترکیه است که در دازقری واقع شده است.